# Макарій (архімандрит Печерський)
Макарій I (д/н — бл. 1466) — церковний діяч часів Великого князівства Литовського.

## Життєпис
Походження невідомо. Став ченцем в Києво-Печерському монастирі. За невідомих обставин отримав підтримку князівського роду Олельковичів-Слуцьких. Завдяки цьому обирається архімандритом Слуцького Святотроїцького монастиря.
1462 року після смерті архімандрита Києво-Печерського монастиря Олельковичі домоглися призначення Макарія новим настоятелем. На це було отримано королівську грамоту. За Євгенієм Болховітіновим настоятельство Макарія I тривало 2 роки. Проте теперішні дослідники вважають, що він був живим до 1466 року. Новим архімандритом став Іоанн III.